# جانيك بويلا
جانيك بويلا (مواليد 6 أكتوبر 1998) هو لاعب كرة قدم من غينيا الاستوائية يلعب في مركز الجناح في نادي ريال سرقسطة.

## روابط خارجية
- جانيك بويلا على موقع قاعدة بيانات كرة القدم.إي يو (الإنجليزية)
- جانيك بويلا على موقع ناشيونال فوتبول تيمز (الإنجليزية)
- جانيك بويلا على موقع Soccerway.com (الإنجليزية)
- جانيك بويلا على موقع AS.com (الإسبانية)